# 伊克巴爾·阿森斯
伊克巴爾·阿森斯（Iqbal Athas，1944年—）是一位斯里蘭卡記者，曾經於《星期日时报》、《珍妮國防周刊》、美國有線電視新聞網及倫敦《泰晤士報》工作。阿森斯因為調查及報道斯里蘭卡國防部購買武器的醜聞而多次被威脅。阿森斯因為其報道而屢獲殊榮。於2000年，《紐約時報》把阿森斯描述為「領導全國的軍事記者」。

## 1998年襲擊
於1997年和1998年期間，阿森斯為《星期天時代》寫了一系列關於斯里蘭卡政府向津巴布韋國防工業購買的70,000枚失蹤迫擊砲彈的文章。起初，斯里蘭卡政府指出，是反叛組織泰米尔伊拉姆猛虎解放组织盜取了這些砲彈。但是，調查人員後來指出政府的指控是一個謊話。阿森斯因此在文章中指出反叛組織被「政府官員和打手人身攻擊」。
於1998年，阿森斯寫了另一系列關於斯里蘭卡空軍違規採購飛機的行為。同年，一群武裝人員闖進了阿森斯的家，恐嚇了其妻子及七歲的女兒，並用一支自動手槍指著他。之後，斯里蘭卡政府命令武裝部隊駐守在其家外，將他軟禁至2007年。
於2002年，阿森斯獲釋，而兩名空軍軍官亦被控策劃上述軟禁行動，並被判處9年監禁。法官指出「在一個民主的國家，如斯里蘭卡中，報紙有權揭露任何腐敗事件。如果人們用犯罪來抑制它，那麼我們應該採取嚴厲的行動」。阿森斯稱讚法官的判決，並同時呼籲人們調查同類案件。

## 2005年官方機密法令威脅
於2005年，阿森斯寫了一個專欄，並指出斯里蘭卡軍隊向英國購買物流登陸艇是浪費金錢的行為。同年7月26日，钱德里卡·库马拉通加總統在一個有1000名軍事官員出席的會議上指出他正在考慮根據《官方保密法》控告阿森斯。而違反《官方保密法》的刑罰最高為14年的監禁。保護記者委員會就此提出了抗議，指出「我們對這些針對我們同僚伊克巴爾·阿森斯的具威脅性的言論感到震驚」。

## 關於購買米格戰機的報道
於2007年8月，阿森斯寫了兩篇關於斯里蘭卡軍隊向烏克蘭購買兩架二手米格-27戰機的文章，並表示交易涉及貪污。阿森斯亦發現該烏克蘭公司名為「貝利美莎控股」，一間總部位於英國，但沒有在英國註冊的公司。
報道結束後，政府立刻停止向阿森斯提供保護，致使無國界記者及保護記者委員會開始關注他自身的安全問題。同年8月27日，一班政府支持者在阿森斯居所外示威。無國界記者把這次示威行動稱為「明顯由政府策劃的示威，目的是將阿森斯置於嚴重危險中」。而斯里蘭卡新聞工作者協會則把它稱為「系統性的恐嚇」。
斯里蘭卡議會期後對購買行動展開了調查。阿森斯亦承諾在調查結束前躲藏起來，並及停止調查此事件。

## 獎項
- 1994年，阿森斯獲保護記者委員會頒發国际新闻自由奖。[14]
- 2007年，阿森斯因報道2004年印度洋大地震而獲頒阿爾弗雷德·杜邦 - 哥倫比亞大學獎。[15]